# 埃爾克城 (內布拉斯加州)
埃爾克城（英語：Elk City）是位於美國內布拉斯加州道格拉斯縣的非建制地區。

## 歷史
埃爾克城的郵局於1884年設立，其後於1966年停運。

## 地理
埃爾克城所處的海拔為高於海平面397米（即1303英呎），而該地所採用的時區為UTC-6，即北美中部时区（CST）。同時該地設有夏令時間，為UTC-6調快一小時，即UTC-5（CDT）。